# Carrocera Castrosua

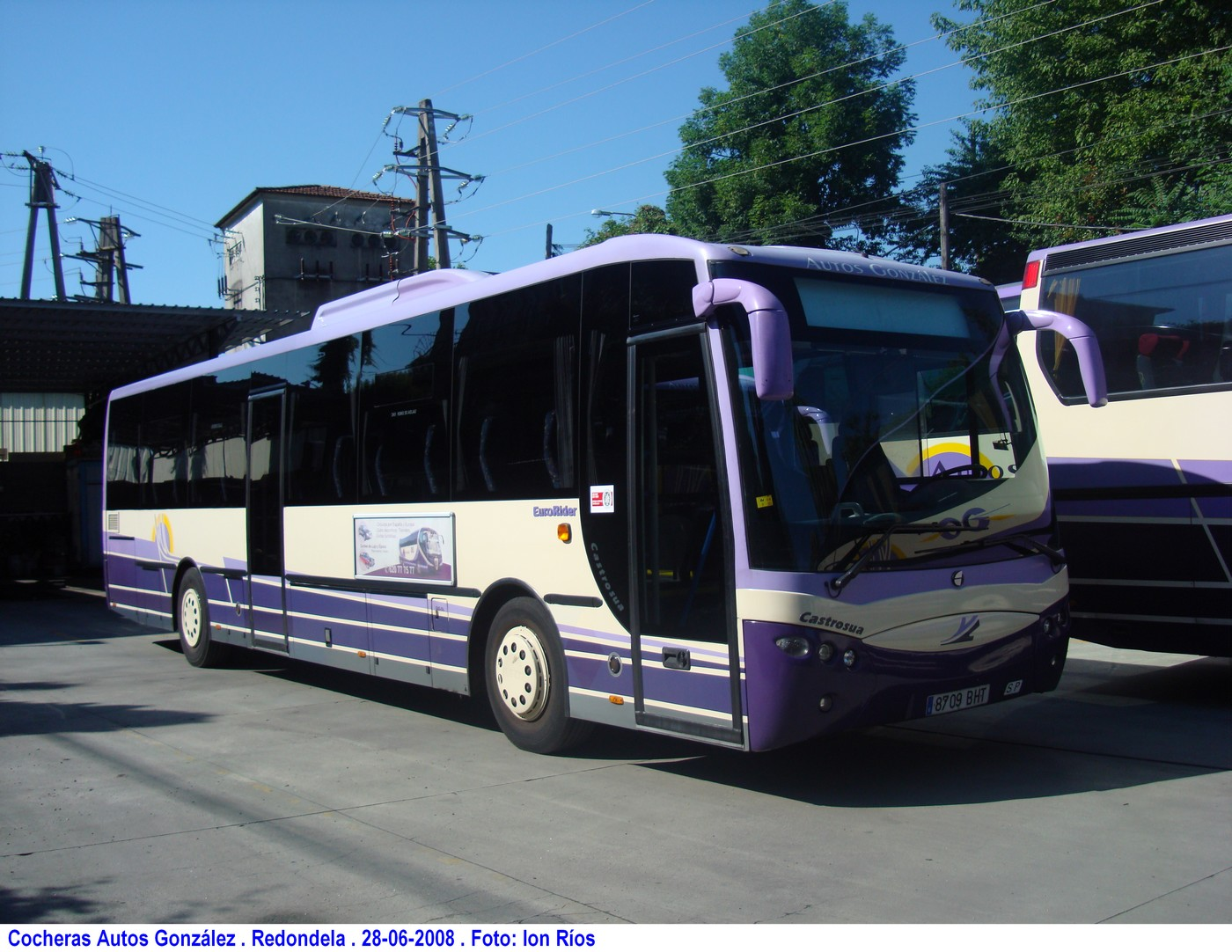
Autobus Castrosua CS-40 Magnus S na podwoziu Iveco EuroRider

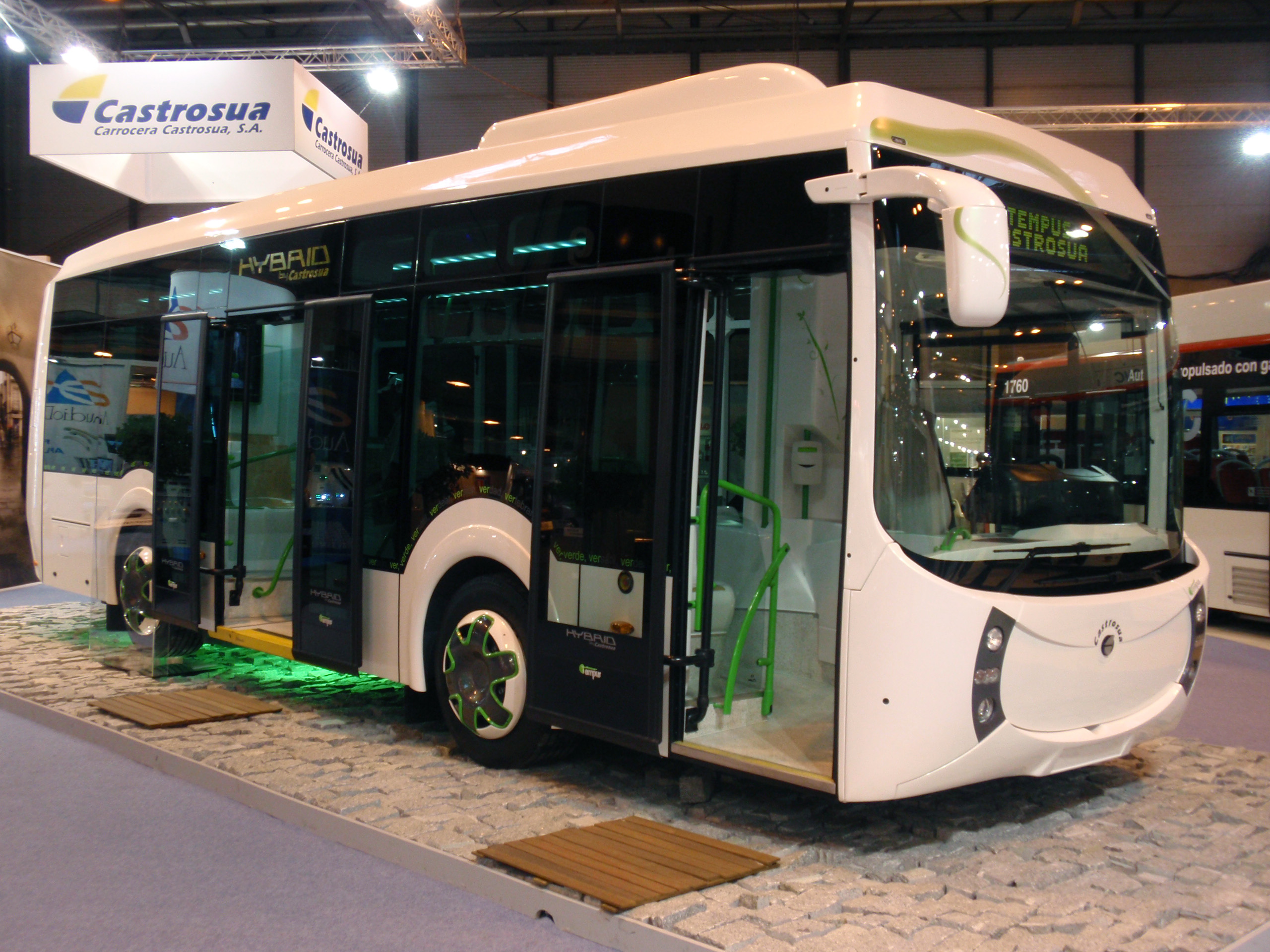
Autobus hybrydowy Castrosua Tempus podczas targów FIAA 2008 w Madrycie

Carrocera Castrosua S.A. – największy w Hiszpanii producent nadwozi autobusów miejskich z siedzibą w Santiago de Compostela. Obecnie produkuje głównie autobusy serii CS.40. Obok miejskich powstają również mniejsze liczby autobusów międzymiastowych i turystycznych.

## Historia
Przedsiębiorstwo zostało założone w 1948 roku. W tym samym roku rozpoczęło produkcję nadwozi autobusowych o szkielecie drewnianym, a od lat 60. o szkielecie stalowym. W 1965 roku doszło do fuzji ze spółką Carida, w wyniku czego powstała spółka Castro-Carida. W wyniku jej połączenia ze spółkami Obradors i Barro Chavin powstał holding Unicar. Pod koniec lat 70. holding się rozpadł, a w 1980 roku przedsiębiorstwo uzyskało niezależność. Od 1998 roku montowano w systemie CKD podwozia autobusów Scania OmniCity zabudowując je własnymi nadwoziami. W tym samym roku powstała filia Castro Carrocera (CARSA), która przejęła część byłego holdingu Unicar.
Obecnie przedsiębiorstwo zatrudnia ponad 300 pracowników i produkuje około 450 nadwozi rocznie.
Autobusy były i są produkowane na podwoziach takich firm jak DAF, Irisbus, Iveco, MAN, Scania i Volvo.
W latach 2006–2007 do MPK Kraków trafiło 6 sztuk modelu Scania Castrosua N94UA6x2.

## Seria CS-40
- CS-40 City
- CS-40 City A
- CS-40 Intercity
- Magnus CS-40